# Adiantum aleuticum
Espèce
Adiante des aléoutiennes (Adiantum aleuticum) est une plante de la famille des Pteridaceae.